# 奉新県
奉新県（ほうしんけん）は、中華人民共和国江西省宜春市に位置する県。江西省の西北部に位置し、山地が大部分である。

## 歴史
185年、新呉県の設置。973年（開宝6年）、新呉県を奉新県と改名。

## 行政区画
- 鎮:馮川鎮、赤岸鎮、赤田鎮、宋埠鎮、干洲鎮、澡下鎮、会埠鎮、羅市鎮、上富鎮、甘坊鎮
- 郷:仰山郷、澡渓郷、柳渓郷

## 交通

### 道路
- 高速道路
  - S40 昌銅高速道路

## 出身者
- 宋応星
- 張勲